# Rainbow Fest
O Rainbow Fest é o principal evento organizado pela ONG MGM (Movimento Gay de Minas) que luta contra a homofobia. Ele é uma ferramenta na construção da nova imagem do homossexual, que é "uma das nossas metas" comenta o presidente da ONG, Oswaldo Braga.
O Rainbow Fest é realizado anualmente na cidade de Juiz de Fora, com palestras, seminários, exposições, peças de teatro, mostra de vídeos e cinema e varias festas durante a semana inteira. O evento termina com uma parada no sábado que, em 2007 reuniu 100 mil pessoas nas ruas da cidade.